# Julia Hauke, Thân vương xứ Battenberg
Julia Hauke, Thân vương xứ Battenberg, trước đây là Nữ bá tước Julia von Hauke và Bá tước xứ Battenberg (tên đầy đủ: Julia Therese Salomea Hauke; 24 tháng 11 [lịch cũ 12 tháng 11] năm 1825 – 19 tháng 9 năm 1895), là vợ của Alexander xứ Hessen và Rhein, con trai thứ ba của Ludwig II xứ Hessen và Rhein.